# Bataille de Cassel (1071)
 (août 2022).
Pour les articles homonymes, voir Bataille de Cassel.

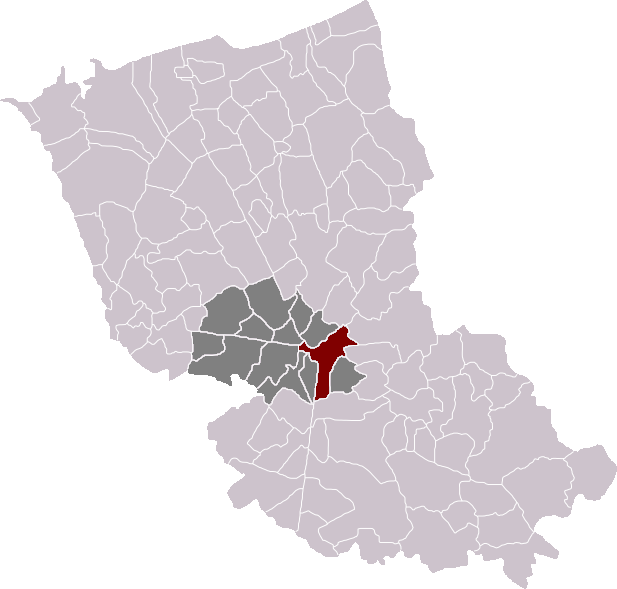
Localisation de la commune de Cassel dans l'arrondissement de Dunkerque.

La bataille de Cassel a lieu le 22 février 1071. 
Après la mort de Baudouin V et Baudouin VI de Flandre, elle oppose des prétendants au Comté de Flandre avec leurs soutiens respectifs dont le roi de France Philippe Ier qui veut barrer la route à Robert le Frison.

## Contexte
Baudouin V de Flandre meurt en 1067. Il avait partagé ses possessions entre ses fils. Baudouin, futur Baudouin VI, reçut le Comté de Flandre alors qu'il était Comte de Hainaut par son mariage sous le nom de Baudouin Ier de Hainaut. Robert son frère reçoit en héritage le comté d'Alost, le pays des Quatre-Métiers (communes de Assenede, Boekhoute, Axel, Hulst) et les cinq îles de Zélande, terres d’empire. Par son mariage avec Gertrude de Saxe, il exerce la tutelle sur le Comté de Frise Occidentale (partie de la Hollande-Septentrionale actuelle), d'où son nom de Robert le Frison. Robert avait prêté serment auprès de son père de ne pas chercher à nuire à son frère aîné. 
Baudouin VI meurt trois ans seulement après son père le 17 juillet 1070. Il partage ses biens entre ses fils. L'aîné Arnoul, Arnoul III, reçoit le Comté de Flandre. Son frère cadet Baudouin, futur Baudouin II, reçoit le Hainaut. Ses enfants étant encore mineurs, Baudouin VI confie la tutelle d'Arnoul à son frère Robert le Frison et la tutelle de Baudouin à sa mère Richilde.
Richilde ne respecte pas les conventions prévues par son mari, s'empare de la tutelle d'Arnoul et des biens de Robert en Flandre (le comté d'Alost, le pays des Quatre-Métiers et les cinq îles de Zélande),  Robert alla demander l'aide de son cousin germain (la mère de Robert et le père de Philippe sont frères et sœurs) Philippe Ier de France suzerain du Comté de Flandre. Celui-ci prêt à le soutenir préfèrera finalement les quatre mille livres d'or promises par Richilde. En même temps, la Hollande est envahie par Godefroy le Bossu et l’évêque Guillaume d’Utrecht, lequel a obtenu de l’empereur Henri IV l’investiture du comté. Robert s'y précipite, mais, vaincu, doit se réfugier auprès de son beau frère, le duc Ordulf de Saxe.
Cependant très rapidement les villes flamandes ne supportent plus la politique de Richilde et se tournent vers Robert le Frison pour lui demander son aide. Elles se déclarent prêtes à la reconnaître comme Comte.
Robert va répondre à cette demande où il voit une occasion de se venger de Richilde même s'il doit pour cela se parjurer.

## Les forces en présence
Le duc Ordulf de Saxe fournit à Robert une armée. Celui-ci rejoint Gand où il retrouve les nobles et villes flamandes révoltées contre Richilde. Ils demandent à Robert de se mettre à leur tête et lui fournissent des renforts importants. L'armée se met en marche et prend Ypres puis Lille et enfin Cassel. Toute la Flandre flamingante est derrière lui. Les villes flamandes ont fourni des soldats : des milices sont présentes au côté de Robert pour le soutenir (outre les troupes venues des grandes villes flamandes Gand, Ypres, etc. on trouve également les milices de petites villes, milices de Bourbourg, Bergues, Cassel, Gravelines).
Richilde a dû fuir devant l'avancée de Robert et notamment quitter Lille pour se réfugier à Amiens. Elle y lance un appel à Philippe Ier Roi de France : celui-ci répond à l'appel à l'aide de son vassal en rassemblant une forte armée. Richilde obtient également que Guillaume le Conquérant, duc de Normandie et mari de Mathilde, sa belle-sœur (Mathilde de Flandre était la sœur de Baudouin VI) envoie un contingent d'hommes d'armes. Le duc de Normandie dépêcha un de ses plus fidèles sujets, Guillaume Fitz Osbern. Ce dernier, ne s'attendant pas à rencontrer une grande résistance, ne prit avec lui que quelques dizaines de chevaliers et partit rejoindre l'armée du jeune comte Arnoul. 
Les deux camps vont s'affronter à Cassel.

## La bataille de Cassel
Robert le Frison s'était installé à Cassel, ville fortifiée et qui par sa position en hauteur permettait d'observer le mouvement des troupes ennemies. Philippe Ier amena son armée à Bavinchove au pied de Cassel. 
Robert décida d'attaquer immédiatement avant que les troupes françaises, plus nombreuses que ses propres forces, aient eu le temps de s'installer et de récupérer de leur marche pour gagner ce site.
La bataille eut lieu le 22 février 1071, elle dura toute la journée et fut un terrible affrontement.
À la fin de la journée, Robert le Frison emporté par sa fougue est fait prisonnier par le Comte Eustache de Boulogne. Celui-ci emmène Robert dans le château de Saint Omer mais il est délivré contre la libération de Richilde.

## Bilan de la bataille
Les curiosités de l'histoire font que cette bataille fut un affrontement entre Wallons (Hainaut + France) et Flamands (Hollande + Flandre flamingante).
Le bilan est terrible pour Richilde et Arnoul III : Richilde est un moment prisonnière de Robert ; Arnoul a montré un grand courage pendant la bataille, mais y a été tué (observant les règles de la chevalerie, Robert lui érigera un mausolée à Saint-Bertin à Saint-Omer, de même que le sire de Coucy, très proche conseiller de Richilde. Guillaume Fitz Osbern et ses troupes sont décimés. Anselme de Ribemont, plus important seigneur de l'Ostrevant et soutien de Richilde y perd également la vie.
Il est également négatif pour Philippe Ier qui a été battu par un vassal révolté. Sous couvert de défendre les droits de Baudouin, frère d'Arnoul, en réalité pour venger l'affront de Cassel, Philippe Ier qui s'est retiré à Montreuil avec les restes de son armée va piller plus tard Saint-Omer, mais se replie ensuite sur Paris par crainte de l'arrivée de renforts pour Robert.

## Conséquences de la bataille de Cassel
Richilde va tenter de trouver un appui auprès de l'évêque de Liège Théoduin de Bavière en négociant avec lui. Cela n'empêchera pas qu'elle soit une nouvelle fois vaincue par Robert à Broqueroie près de Mons en 1072, bataille très sanglante selon les chroniqueurs de l'époque. Richilde devra accepter de perdre le Comté de Flandre et se contenter du Hainaut détenu par son fils Baudouin II.
La Flandre et le Hainaut seront donc momentanément séparés et suivront chacun une trajectoire propre jusqu'à Baudouin V de Hainaut, qui les réunira à nouveau un siècle plus tard.
Le roi de France Philippe Ier va prendre acte des victoires de Robert et en tirer les leçons : il reconnaît Robert comme comte de Flandre. Celui-ci lui prête l'hommage dû au suzerain et la paix retrouvée est scellée en 1072 par le mariage de Philippe avec Berthe de Hollande, belle-fille de Robert.
Robert devient donc comte de Flandre sous le nom de Robert Ier de Flandre. 
Il demeurera toutefois aux yeux de beaucoup comme un usurpateur et donc à l'origine d'une tache sur la dynastie.